# Gelis meuseli
Gelis meuseli là một loài tò vò trong họ Ichneumonidae.